# Zwarte hertenzwambreedvoet
Zwarte hertenzwambreedvoet (Paraplatypeza atra) is een vliegensoort uit de familie van de breedvoetvliegen (Platypezidae). De wetenschappelijke naam van de soort is voor het eerst geldig gepubliceerd in 1804 door Meigen.